# Пізній тріас
| Система/ Період                                                       | Відділ/ Епоха      | Ярус/ Вік         | Вік (млн років) | Вік (млн років) |
| --------------------------------------------------------------------- | ------------------ | ----------------- | --------------- | --------------- |
| Юра, J                                                                | Нижня/Рання, J1    | Геттанзький, J1h  | молодше         | молодше         |
| Тріас, T                                                              | Верхній/Пізній, T3 | Ретський, T3r     | 201,3           | ~208,5          |
| Тріас, T                                                              | Верхній/Пізній, T3 | Норійський, T3n   | ~208,5          | ~227            |
| Тріас, T                                                              | Верхній/Пізній, T3 | Карнійський, T3c  | ~227            | ~237            |
| Тріас, T                                                              | Середній, T2       | Ладинський, T2l   | ~237            | ~242            |
| Тріас, T                                                              | Середній, T2       | Анізійський, T2a  | ~242            | 247,2           |
| Тріас, T                                                              | Нижній/Ранній, T1  | Оленьокський, T1o | 247,2           | 251,2           |
| Тріас, T                                                              | Нижній/Ранній, T1  | Індський, T1i     | 251,2           | 251,902         |
| Перм, P                                                               | Пізня/Верхня, P3   | Чангсінзький, P3c | древніше        | древніше        |
| Підрозділи Тріасової системи наведені згідно МКС, станом на 2018 рік. |                    |                   |                 |                 |
| п о р                                                                 |                    |                   |                 |                 |

Пізній тріас — епоха тріасового періоду.

## Природа

### Клімат
У пізнєтріасовий період було тепліше та сухіше, ніж зараз. Крім того, були поширені напівпустелі.

### Рослини
У кінці тріасового періоду більше всього було саговників. Також були папороті, хвощі та хвойні.

Рослини пізнього тріасу
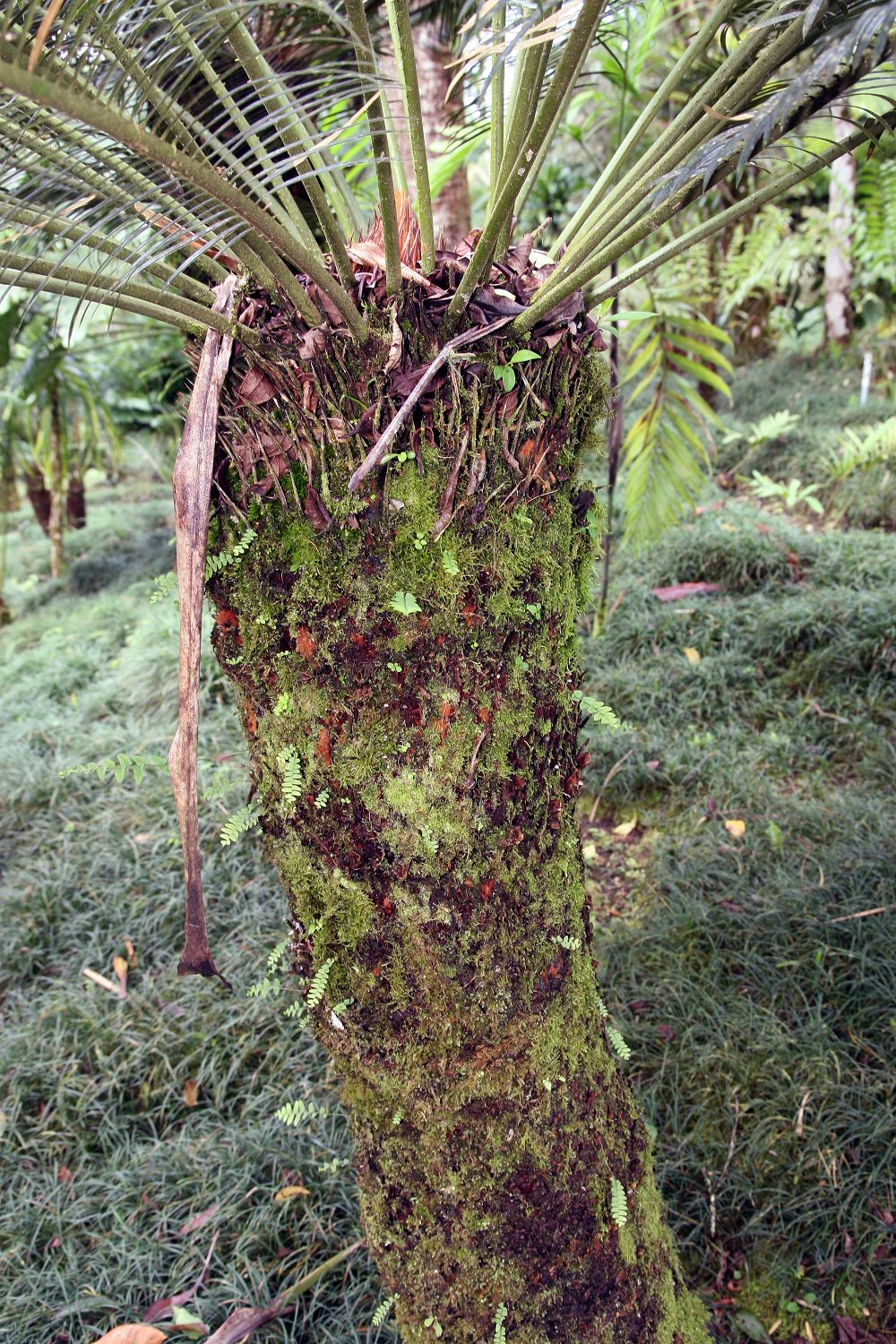
Саговники
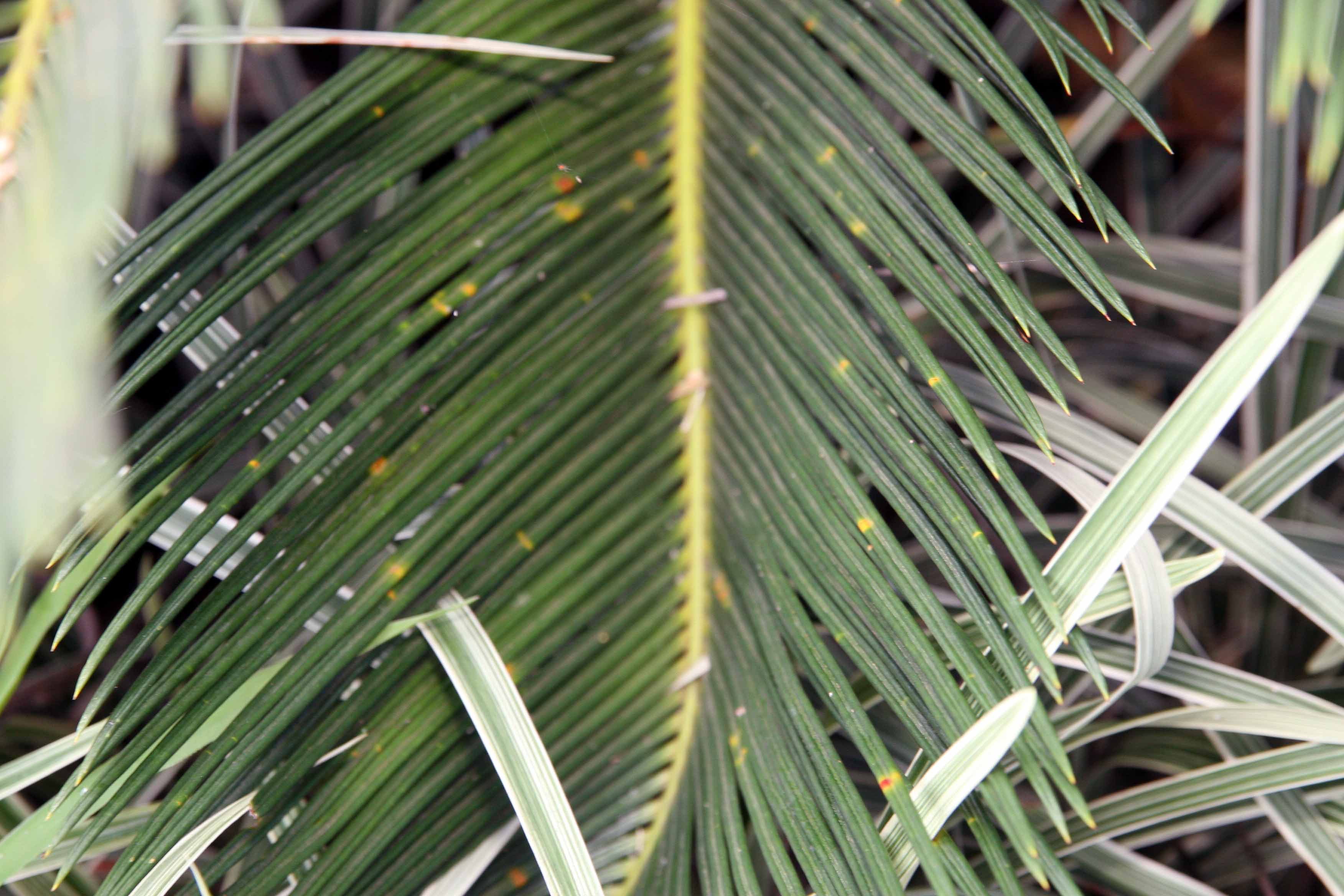
Саговники
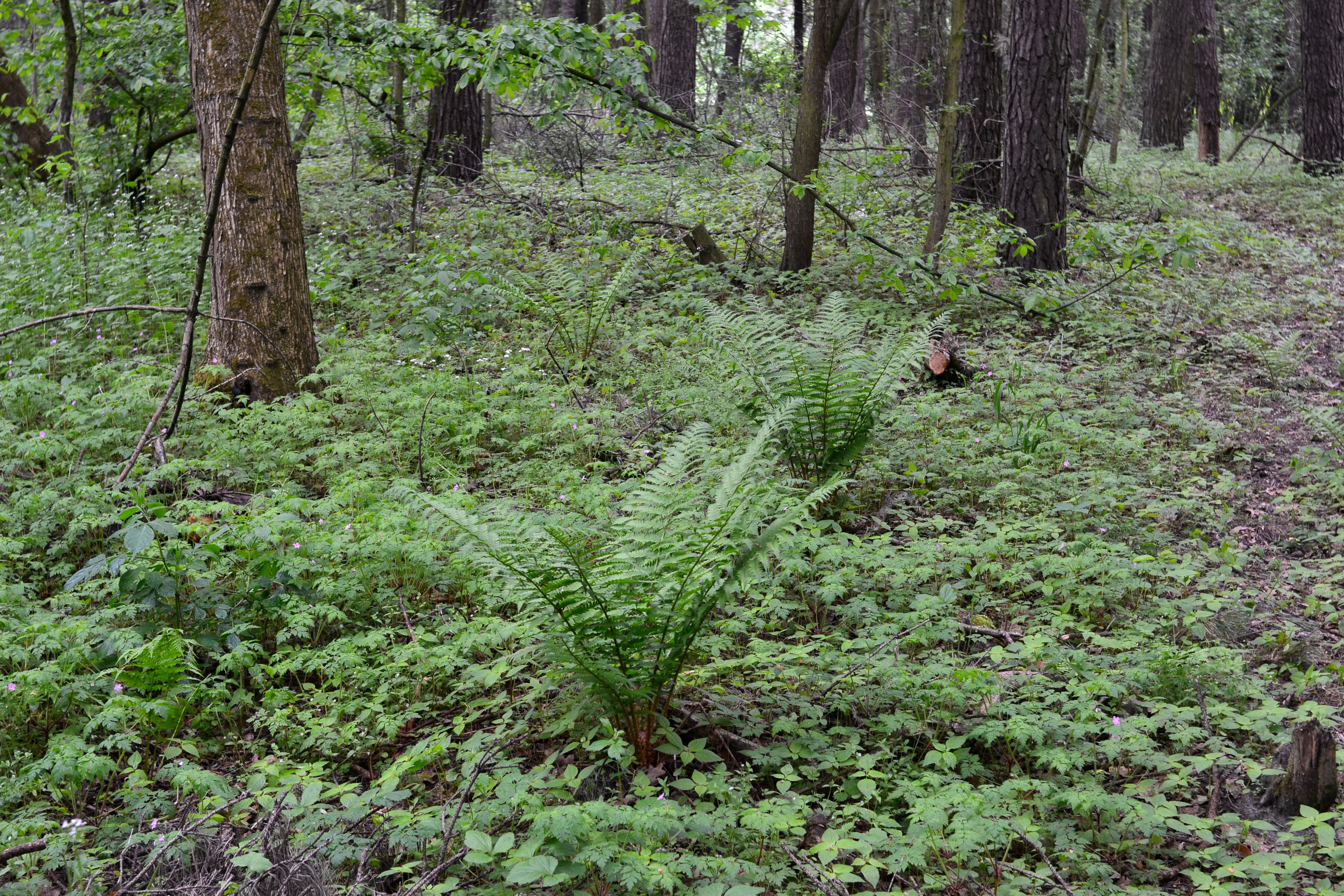
Папороть
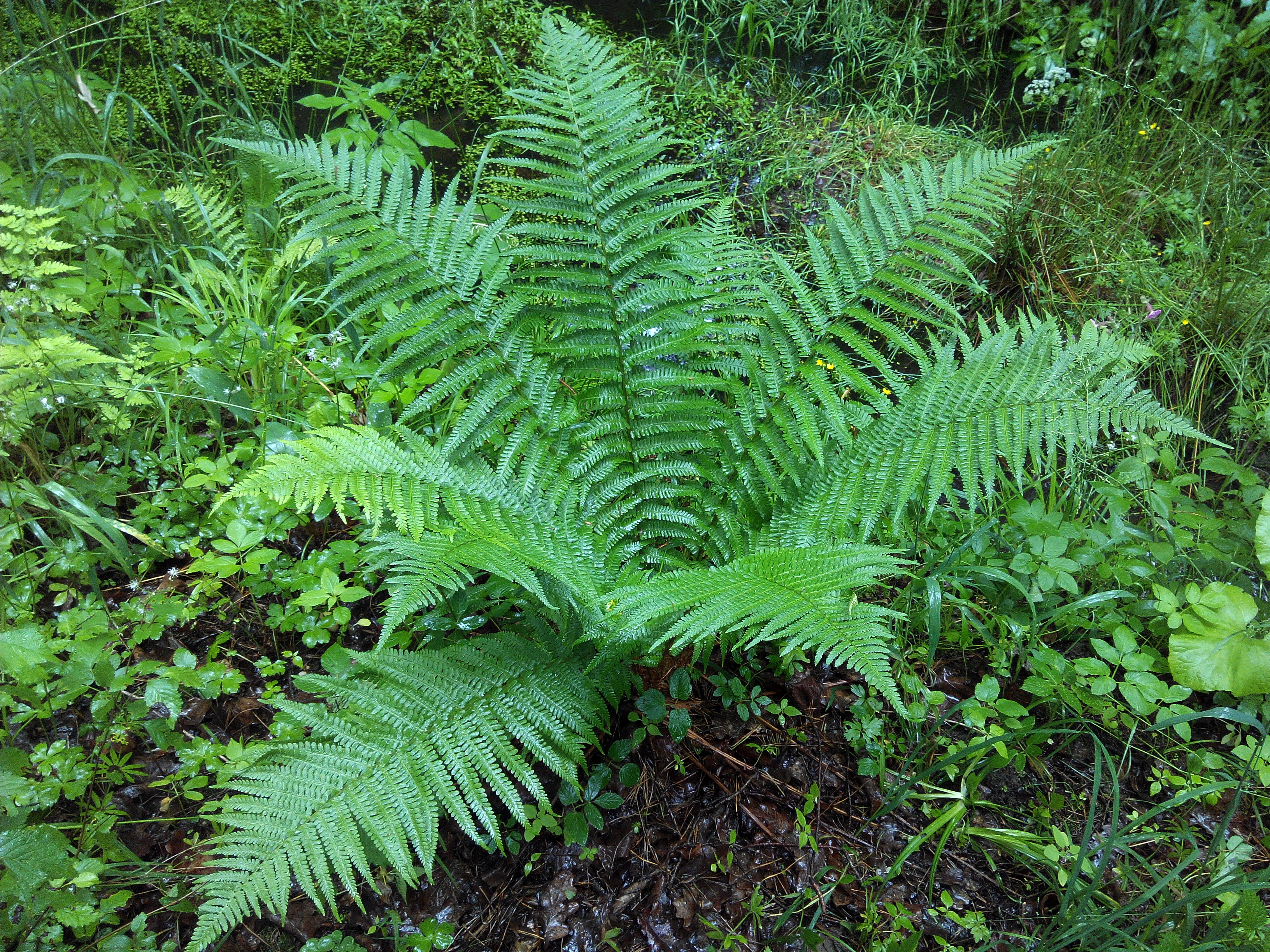
Папороть
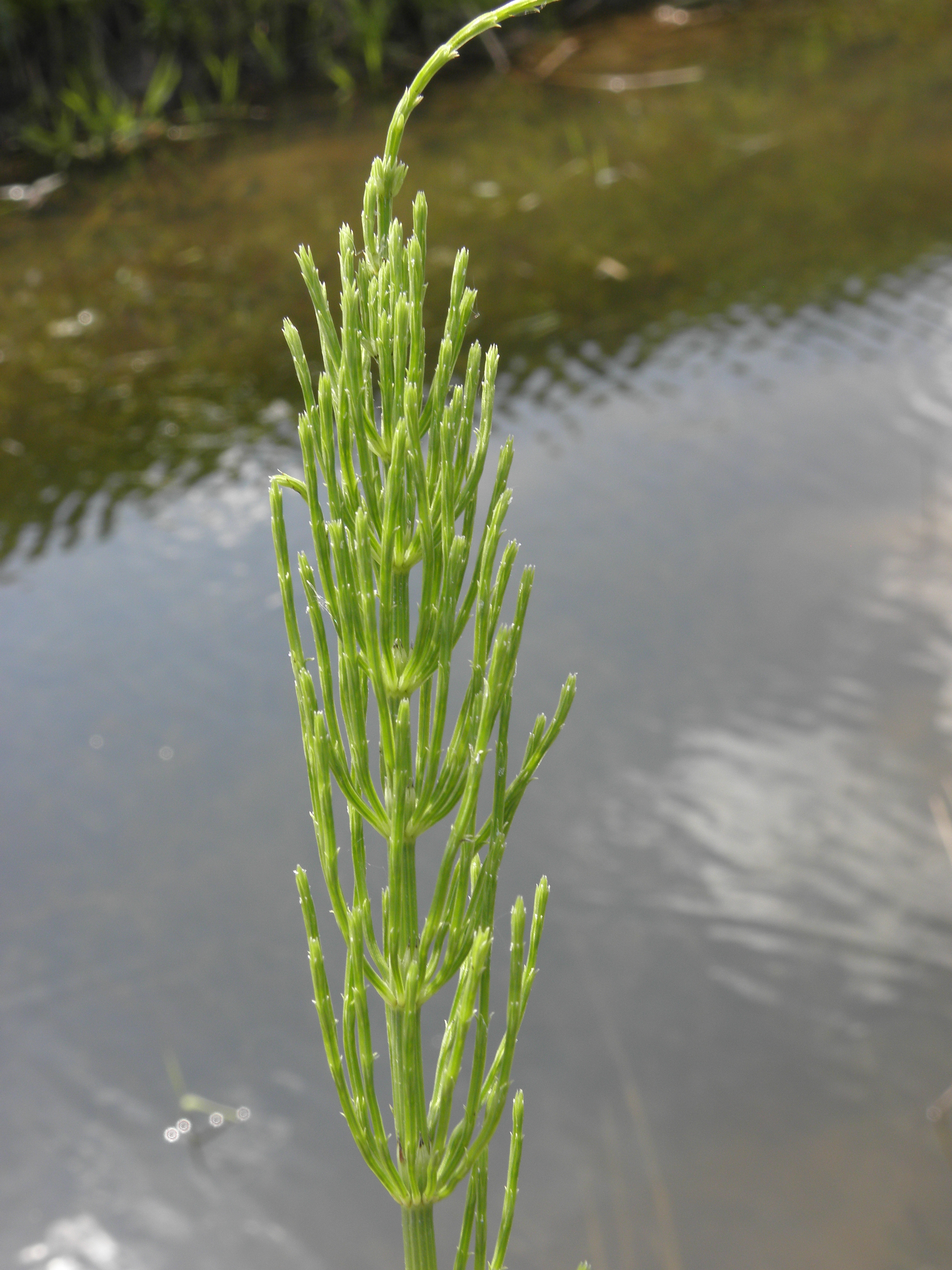
Хвощі
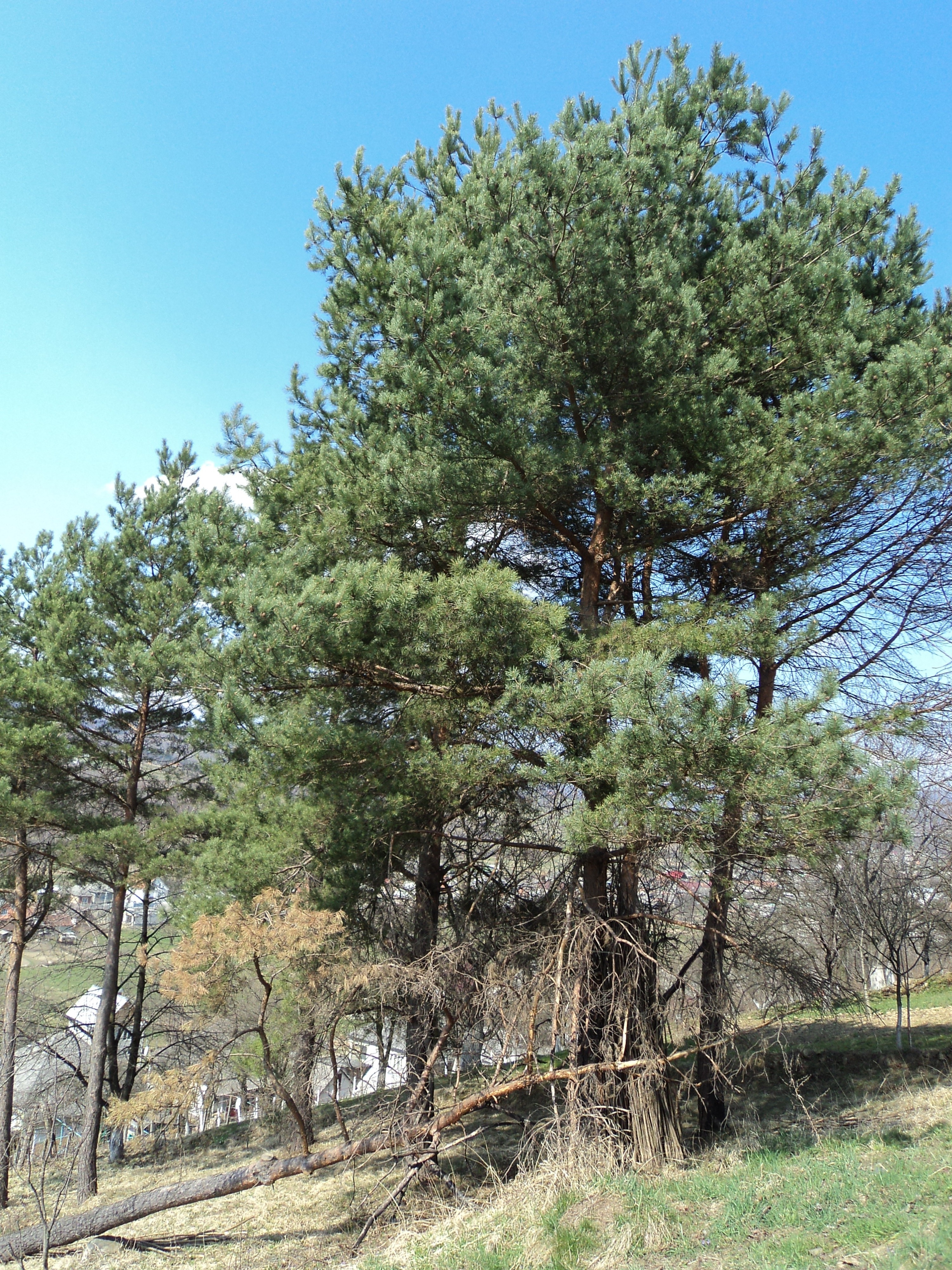
Хвойні

### Тварини
У цей час динозаври стали найпоширенішою групою. Серед травоїдних були прозавроподи, а серед хижих — целуфізи. Але головними хижаками були архозаври псевдозухії. Вони нападали на целуфізів. В той час з'явилися перші ссавці. У небі правили птерозаври рамфоринхи, а у воді — плезіозаври, іхтіозаври, та нотозаври.

## Материки
Тоді ще був тільки один континент — Пангея.

## Знахідки
На північному заході Аргентини є природний парк Ісчегуалого або Місячна Долина, де досліджували тріасовий період. Перші розкопки там були в 1941 році. В кінці тріасового періоду було багато вуканів, та, від попелу гарно збереглися залишки рослин і тварин.

## Масове вимирання
201,3 млн років тому закінчівся тріасовий період. Тоді сталося масове вимирання. Вимери нотозаври та пізні синапсиди.